# كريم الديب
كريم الديب (مواليد 10 يونيو 1995) هو لاعب كرة قدم مصري يلعب لصالح نادي الاتحاد السكندري في مركز الظهير الأيسر.